# Jus cogens
 (mai 2020).
Si vous disposez d'ouvrages ou d'articles de référence ou si vous connaissez des sites web de qualité traitant du thème abordé ici, merci de compléter l'article en donnant les références utiles à sa vérifiabilité et en les liant à la section « Notes et références ».
Le jus cogens (du latin « droit contraignant », souvent traduit par norme impérative) concerne des principes de droits réputés universels et supérieurs et devant constituer les bases des normes impératives de droit international général. 
Cette notion est définie par la Convention de Vienne du 23 mai 1969, dans son article 53 :
« Aux fins de la présente Convention, une norme impérative de droit international général est une norme acceptée et reconnue par la communauté internationale des États dans son ensemble en tant que norme à laquelle aucune dérogation n'est permise et qui ne peut être modifiée que par une nouvelle norme du droit international général ayant le même caractère. »
Cette notion se rapproche, mais ne rejoint pas totalement, celle de droit international coutumier qui suppose une reconnaissance et application effective générale.[réf. nécessaire]

## Définition dujus cogens
Selon les définitions des articles 53 et 64 de la Convention de Vienne de 1969, le jus cogens peut être caractérisé par quatre éléments : 
- Ce sont des règles impératives, dont le respect est exigé plus impérieusement que les normes obligatoires[1]. Ainsi lorsque la violation d'une règle obligatoire met en cause la responsabilité de l'État, la violation d'une règle impérative entraîne, elle, la nullité absolue du traité contraire[1].
- Ce sont des règles du droit international général, à vocation universelle. Il n'est pas question de jus cogens « régional » dans la Convention de Vienne même s'il est admis par certains auteurs[Lesquels ?].
- Ce sont des règles évolutives. Les normes de jus cogens n'imposent pas seulement des principes lors de négociations de traités, elles remettent aussi en cause les traités qui étaient valides lors de leur entrée en vigueur. Ce n'est plus seulement une condition de validité mais également un motif de terminaison.[pas clair]
- Ce sont des règles « acceptées et reconnues » comme jus cogens par la communauté internationale des États dans son ensemble : 
  - des règles reconnues et acceptées comme jus cogens : il s'agit ici d'un processus proche de la coutume, le jus cogens constituant alors une règle coutumière endurcie ;
  - la communauté des États dans son ensemble : cette formulation semble exclure le fait que le jus cogens soit une manifestation directe du droit international ; elle évoque une solidarité et une unité de la Société internationale.[pas clair]

## Jus cogens: droit naturel et ordre public international ou transnational
Selon le professeur Dominique Carreau, « la reconnaissance de l'existence de règles constitutives de jus cogens constitue un retour marqué et notable à l'idée de « droit naturel » ». Ces deux notions sont reposées sur le même fondement philosophique : « il existe un certain nombre de règles fondamentales liées à la conscience universelle et inhérentes à l'existence de toute société internationale digne de ce nom ».[réf. à confirmer]

## Mécanisme d'application
Pour les traités entre États, l'article 66 de la Convention de Vienne prévoit la compétence obligatoire de la Cour internationale de justice qui peut être saisie par requête unilatérale en cas de différend uniquement à la suite d'un accord international (si un État n'a pas respecté une norme de jus cogens dans le cadre de ses décisions, actions il n'est pas tenu d'en répondre devant la Cour internationale de justice),[pas clair] à moins que les parties ne s'accordent pour recourir à l'arbitrage.
Pour les traités auxquels sont parties des organisations internationales : les organisations internationales peuvent participer à une instance contentieuse devant la Cour internationale de justice.

## Consécration officielle dans la jurisprudence internationale dujus cogens
Bien qu'il ait toujours été possible d'interpréter les décisions des tribunaux ou cours arbitrales internationaux comme se référant à la notion de jus cogens, il a fallu attendre une décision récente du 3 février 2006, Affaire des activités armées sur le territoire du Congo, RDC c. Rwanda, pour que la CIJ utilise officiellement le terme de jus cogens dans une de ses décisions, sur la question d'une infraction à la Convention pour la prévention et la répression du crime de génocide, et puis une de 2012 sur les immunités juridictionnelles de l'État relatives au droit international humanitaire.
De même, et relativement au conflit de Gaza, une consécration du principe par la publication en août 2025 de la lettre "qui unit les juristes" par les universitaires spécialisés en droit international Olivier de Frouville et Julian Fernandez.